# Olympische Sommerspiele 2008/Fußball
Bei den XXIX. Olympischen Sommerspielen 2008 in Peking wurden zwei Wettbewerbe im Fußball ausgetragen. Bei den Männern traten lediglich U-23-Mannschaften an – die durch jeweils drei ältere Spieler, die vor dem 1. Januar 1985 geboren wurden, ergänzt werden durften.
Mit knapp 1,4 Millionen Zuschauern bei den 32 Spielen des Männerturniers wurde der zweitbeste Besuch nach 1984 in Los Angeles erreicht. Argentiniens U-23-Männermannschaft verteidigte ihren Titel von 2004 und wurde zum zweiten Mal Fußballolympiasieger.

## Spielorte
Die Spiele der beiden Fußballturniere wurden in insgesamt fünf Stadien ausgetragen. In Peking im Nationalstadion – dem eigentlichen Olympiastadion, wegen seiner architektonischen Gestaltung auch als „Vogelnest“ bezeichnet – und im Arbeiterstadion, sowie dem Shanghai-Stadion, dem Olympischen Stadion Shenyang, dem Tianjin Olympic Centre Stadium und dem Olympischen Sportzentrum Qinhuangdao.
| Shenyang |

| Shanghai |

| Tianjin |

| Qinhuangdao |

| Peking |

| Shenyang |

| Shanghai |

| Tianjin |

| Qinhuangdao |

| Peking |

## Modus der Endrunden
Die Endrunde begann mit Gruppenspielen, vier Gruppen bei den Männern und drei Gruppen bei den Frauen. Für die anschließende K.-o.-Runde qualifizieren sich die beiden Gruppenbesten jeder Gruppe und bei den Frauen zusätzlich die beiden besten Dritten.
Der Rang jeder Mannschaft jeder Gruppe wurde nach folgenden Kriterien
ermittelt
a) Anzahl Punkte aus allen Gruppenspielen
b) Tordifferenz aus allen Gruppenspielen
c) Anzahl der in allen Gruppenspielen erzielten Tore
Wenn zwei oder mehr Mannschaften aufgrund der erwähnten drei Kriterien gleich abschneiden, wird ihre Platzierung gemäß folgenden Kriterien ermittelt:
d) Anzahl Punkte aus den Direktbegegnungen der punktgleichen Mannschaften in den Gruppenspielen
e) Tordifferenz aus den Direktbegegnungen der punktgleichen Mannschaften in den Gruppenspielen
f) Anzahl der in den Direktbegegnungen der punktgleichen Mannschaften in den Gruppenspielen erzielten Tore
g) Fairplay-Wertung, ermittelt anhand der Anzahl Gelber und Roter Karten
h) Losentscheid durch die FIFA-Organisationskommission
Endeten Spiele in der K.-o.-Runde nach 90 Minuten remis, wurden sie um 2 × 15 Minuten verlängert. Stand es danach weiterhin unentschieden, entschied ein Elfmeterschießen.

## Männerturnier

### Qualifikation
Neben der Volksrepublik China, die als Gastgeber automatisch qualifiziert war, wurden die 15 weiteren Plätze wie folgt vergeben:
Als europäische Qualifikation für den olympischen Wettbewerb diente die U-21-Fußball-Europameisterschaft 2007 in den Niederlanden. Die vier Halbfinalisten qualifizierten sich automatisch als Vertreter der UEFA für die Endrunde. Da England als Halbfinalist jedoch bei den Olympischen Spielen nicht als Nation antritt (siehe Vereinigtes Königreich), musste für die Vergabe des vierten Startplatzes ein Entscheidungsspiel zwischen den beiden Vorrundendritten Portugal und Italien ausgetragen werden. Dies gewann Italien im Elfmeterschießen 4:3 (0:0 n. V.) und qualifizierte sich somit für Peking.
Der südamerikanische Fußballverband CONMEBOL ermittelte seine Teilnehmer bei der U-20-Südamerikameisterschaft in Paraguay. Über diesen Wettkampf qualifizierten sich zwei Mannschaften.
Auch Nord- und Mittelamerika stellten bei der Endrunde zwei Teilnehmer. Zunächst spielten die Mannschaften der Karibischen und Zentralamerikanischen Zone die erste Runde aus, wobei die drei besten Mannschaften Zentralamerikas und die zwei besten Mannschaften der Karibischen Zone die Endrunde erreichten. Dort spielten die fünf qualifizierten Mannschaften zusammen mit Mexiko, Kanada und den USA um die Qualifikation.
Afrika hatte bei dem Wettbewerb drei Startplätze, zunächst wurden in zwei K.-o.-Phasen die 12 besten Mannschaften des Kontinents ermittelt – diese werden dann in drei Gruppen mit je vier Mannschaften eingeteilt. Die Sieger der drei Gruppen waren automatisch für die Olympischen Spiele qualifiziert.
In Asien gab es eine dreistufige Qualifikation. In der ersten Runde traten die 20 ungesetzten Mannschaften in Hin- und Rückspielen gegeneinander an, um die zehn Teilnehmer für die nächste Runde zu ermitteln. Die 14 gesetzten und zehn ungesetzten Mannschaften traten dann in der zweiten Runde mit sechs Gruppen à vier Mannschaften in Heim- und Auswärtsspielen gegeneinander an. Aus jeder Gruppe qualifizierten sich anschließend die zwei besten Mannschaften für die Endrunde, die drei Gruppen mit jeweils vier Mannschaften hatte. Die drei Gruppensieger der Endrunde – Australien, Japan und Südkorea – qualifizierten sich für den Wettbewerb.
Ozeanien führte sein Qualifikationsturnier im März 2008 durch, welches Neuseeland gewann.
Für das olympische Fußballturnier konnten sich somit folgende Mannschaften qualifizieren:
| 4 aus Europa                  | Belgien     | Italien             | Niederlande | Serbien  |
| 2 aus Südamerika              | Argentinien | Brasilien           |             |          |
| 2 aus Nord- und Mittelamerika | Honduras    | Vereinigte Staaten  |             |          |
| 3 aus Afrika                  | Kamerun     | Elfenbeinküste      | Nigeria     |          |
| 4 aus Asien                   | Australien  | Volksrepublik China | Japan       | Südkorea |
| 1 aus Ozeanien                | Neuseeland  |                     |             |          |

### Gruppenphase
Bemerkenswert war der straffe Turnierplan, wonach die 24 Spiele der Gruppenphase an nur drei Spieltagen ausgetragen wurden. Darüber hinaus fanden, bis auf zwei Ausnahmen, alle Spiele im Rahmen von Doppelveranstaltungen am gleichen Tag nacheinander in einem Stadion statt.

#### Gruppe A
|                                                          |   |                |           |
| 7. August 2008 um 17:00 Uhr in Shanghai                  |   |                |           |
| Australien                                               | – | Serbien        | 1:1 (0:0) |
| 7. August 2008 um 19:45 Uhr in Shanghai                  |   |                |           |
| Elfenbeinküste                                           | – | Argentinien    | 1:2 (0:1) |
| 10. August 2008 um 17:00 Uhr in Shanghai                 |   |                |           |
| Argentinien                                              | – | Australien     | 1:0 (0:0) |
| 10. August 2008 um 19:45 Uhr in Shanghai                 |   |                |           |
| Serbien                                                  | – | Elfenbeinküste | 2:4 (1:2) |
| 13. August 2008 um 19:45 Uhr in Tianjin                  |   |                |           |
| Elfenbeinküste                                           | – | Australien     | 1:0 (0:0) |
| 13. August 2008 um 19:45 Uhr in Peking (Arbeiterstadion) |   |                |           |
| Argentinien                                              | – | Serbien        | 2:0 (1:0) |

| Pl. | Land           | Sp. | S | U | N | Tore    | Diff. | Punkte |
| --- | -------------- | --- | - | - | - | ------- | ----- | ------ |
| 1.  | Argentinien    | 3   | 3 | 0 | 0 | 005:100 | +4    | 09     |
| 2.  | Elfenbeinküste | 3   | 2 | 0 | 1 | 006:400 | +2    | 06     |
| 3.  | Australien     | 3   | 0 | 1 | 2 | 001:300 | −2    | 01     |
| 4.  | Serbien        | 3   | 0 | 1 | 2 | 003:700 | −4    | 01     |

#### Gruppe B
|                                                          |   |                    |           |
| 7. August 2008 um 17:00 Uhr in Tianjin                   |   |                    |           |
| Japan                                                    | – | Vereinigte Staaten | 0:1 (0:0) |
| 7. August 2008 um 19:45 Uhr in Tianjin                   |   |                    |           |
| Niederlande                                              | – | Nigeria            | 0:0       |
| 10. August 2008 um 17:00 Uhr in Tianjin                  |   |                    |           |
| Nigeria                                                  | – | Japan              | 2:1 (0:0) |
| 10. August 2008 um 19:45 Uhr in Tianjin                  |   |                    |           |
| Vereinigte Staaten                                       | – | Niederlande        | 2:2 (0:1) |
| 13. August 2008 um 17:00 Uhr in Shenyang                 |   |                    |           |
| Niederlande                                              | – | Japan              | 1:0 (0:0) |
| 13. August 2008 um 17:00 Uhr in Peking (Arbeiterstadion) |   |                    |           |
| Nigeria                                                  | – | Vereinigte Staaten | 2:1 (1:0) |

| Pl. | Land               | Sp. | S | U | N | Tore    | Diff. | Punkte |
| --- | ------------------ | --- | - | - | - | ------- | ----- | ------ |
| 1.  | Nigeria            | 3   | 2 | 1 | 0 | 004:200 | +2    | 07     |
| 2.  | Niederlande        | 3   | 1 | 2 | 0 | 003:200 | +1    | 05     |
| 3.  | Vereinigte Staaten | 3   | 1 | 1 | 1 | 004:400 | ±0    | 04     |
| 4.  | Japan              | 3   | 0 | 0 | 3 | 001:400 | −3    | 0      |

#### Gruppe C
|                                             |   |            |           |
| 7. August 2008 um 17:00 Uhr in Shenyang     |   |            |           |
| Brasilien                                   | – | Belgien    | 1:0 (0:0) |
| 7. August 2008 um 19:45 Uhr in Shenyang     |   |            |           |
| China                                       | – | Neuseeland | 1:1 (0:0) |
| 10. August 2008 um 17:00 Uhr in Shenyang    |   |            |           |
| Neuseeland                                  | – | Brasilien  | 0:5 (0:2) |
| 10. August 2008 um 19:45 Uhr in Shenyang    |   |            |           |
| Belgien                                     | – | China      | 2:0 (1:0) |
| 13. August 2008 um 19:45 Uhr in Qinhuangdao |   |            |           |
| China                                       | – | Brasilien  | 0:3 (0:1) |
| 13. August 2008 um 19:45 Uhr in Shanghai    |   |            |           |
| Neuseeland                                  | – | Belgien    | 0:1 (0:1) |

| Pl. | Land                | Sp. | S | U | N | Tore    | Diff. | Punkte |
| --- | ------------------- | --- | - | - | - | ------- | ----- | ------ |
| 1.  | Brasilien           | 3   | 3 | 0 | 0 | 009:000 | +9    | 09     |
| 2.  | Belgien             | 3   | 2 | 0 | 1 | 003:100 | +2    | 06     |
| 3.  | Volksrepublik China | 3   | 0 | 1 | 2 | 001:600 | −5    | 01     |
| 4.  | Neuseeland          | 3   | 0 | 1 | 2 | 001:700 | −6    | 01     |

#### Gruppe D
|                                             |   |          |           |
| 7. August 2008 um 17:00 Uhr in Qinhuangdao  |   |          |           |
| Honduras                                    | – | Italien  | 0:3 (0:2) |
| 7. August 2008 um 19:45 Uhr in Qinhuangdao  |   |          |           |
| Südkorea                                    | – | Kamerun  | 1:1 (0:0) |
| 10. August 2008 um 17:00 Uhr in Qinhuangdao |   |          |           |
| Kamerun                                     | – | Honduras | 1:0 (0:0) |
| 10. August 2008 um 19:45 Uhr in Qinhuangdao |   |          |           |
| Italien                                     | – | Südkorea | 3:0 (2:0) |
| 13. August 2008 um 17:00 Uhr in Shanghai    |   |          |           |
| Südkorea                                    | – | Honduras | 1:0 (1:0) |
| 13. August 2008 um 17:00 Uhr in Tianjin     |   |          |           |
| Kamerun                                     | – | Italien  | 0:0       |

| Pl. | Land     | Sp. | S | U | N | Tore    | Diff. | Punkte |
| --- | -------- | --- | - | - | - | ------- | ----- | ------ |
| 1.  | Italien  | 3   | 2 | 1 | 0 | 006:000 | +6    | 07     |
| 2.  | Kamerun  | 3   | 1 | 2 | 0 | 002:100 | +1    | 05     |
| 3.  | Südkorea | 3   | 1 | 1 | 1 | 002:400 | −2    | 04     |
| 4.  | Honduras | 3   | 0 | 0 | 3 | 000:500 | −5    | 0      |

### Viertelfinale
|                                                          |   |                |                      |
| 16. August 2008 um 18:00 Uhr in Shenyang                 |   |                |                      |
| Brasilien                                                | – | Kamerun        | 2:0 n. V.            |
| 16. August 2008 um 18:00 Uhr in Peking (Arbeiterstadion) |   |                |                      |
| Italien                                                  | – | Belgien        | 2:3 (1:2)            |
| 16. August 2008 um 21:00 Uhr in Shanghai                 |   |                |                      |
| Argentinien                                              | – | Niederlande    | 2:1 n. V. (1:1, 1:1) |
| 16. August 2008 um 21:00 Uhr in Qinhuangdao              |   |                |                      |
| Nigeria                                                  | – | Elfenbeinküste | 2:0 (1:0)            |

### Halbfinale
|                                                          |   |           |           |
| 19. August 2008 um 18:00 Uhr in Shanghai                 |   |           |           |
| Nigeria                                                  | – | Belgien   | 4:1 (1:0) |
| 19. August 2008 um 21:00 Uhr in Peking (Arbeiterstadion) |   |           |           |
| Argentinien                                              | – | Brasilien | 3:0 (0:0) |

### Spiel um Bronze
|                                          |   |           |           |
| 22. August 2008 um 19:00 Uhr in Shanghai |   |           |           |
| Belgien                                  | – | Brasilien | 0:3 (0:2) |

### Finale
| Paarung        | Nigeria – Argentinien |
| Ergebnis       | 0:1 (0:0) |
| Datum          | 23. August 2008 um 12:00 Uhr |
| Stadion        | Nationalstadion, Peking |
| Zuschauer      | 89.102 |
| Schiedsrichter | Viktor Kassai ( Ungarn) |
| Tore           | 0:1 Ángel Di María (58.) |
| Nigeria        | Ambruse Vanzekin – Chibuzor Okonkwo, Onyekachi Apam, Dele Adeleye, Olubayo Adefemi – Ebenezer Ajilore, Isaac Promise (70. Emmanuel Ekpo), Monday James – Victor Obinna, Solomon Okoronkwo (64. Victor Anichebe), Peter Odemwingie Cheftrainer: Samson Siasia                         |
| Argentinien    | Sergio Romero – Pablo Zabaleta, Nicolás Pareja, Ezequiel Garay, Fabián Monzón – Javier Mascherano, Fernando Gago, Juan Román Riquelme , Ángel Di María (88. Éver Banega) – Lionel Messi (90.+3' Ezequiel Lavezzi), Sergio Agüero (79. José Ernesto Sosa) Cheftrainer: Sergio Batista |
| Gelbe Karten   | Obinna, Apam – Di María, Monzón, Riquelme |

### Medaillenränge
| Rang             | Medaillengewinner |
| ---------------- | --- |
| Gold Argentinien | Lautaro Acosta, Sergio Agüero, Éver Banega, Diego Buonanotte, Ángel Di María, Federico Fazio, Fernando Gago, Ezequiel Garay, Ezequiel Lavezzi, Javier Mascherano, Lionel Messi, Fabián Monzón, Nicolás Navarro (TW), Nicolás Pareja, Juan Román Riquelme , Sergio Romero (TW), José Ernesto Sosa, Óscar Ustari (TW), Pablo Zabaleta Trainer: Sergio Batista |
| Silber Nigeria   | Olubayo Adefemi, Dele Adeleye, Ebenezer Ajilore, Efe Ambrose, Victor Anichebe, Onyekachi Apam, Emmanuel Ekpo, Ikechukwu Ezenwa (TW), Isaac Promise , Monday James, Sani Kaita, Chinedu Obasi, Victor Obinna, Peter Odemwingie, Chibuzor Okonkwo, Solomon Okoronkwo, Oladapo Olufemi, Ambruse Vanzekin (TW) Trainer: Samson Siasia                           |
| Bronze Brasilien | Diego Alves (TW), Anderson, Breno, Diego, Hernanes, Ilsinho, Jô, Lucas, Marcelo, Thiago Neves, Alexandre Pato, Rafinha, Ramires, Renan (TW), Ronaldinho , Alex Silva, Thiago Silva, Rafael Sóbis Trainer: Dunga |

### Schiedsrichter
| Kontinentalverband | Schiedsrichter     | Schiedsrichterassistenten              | Einsätze |
| ------------------ | ------------------ | -------------------------------------- | -------- |
| AFC                | Khalil al-Ghamdi   | - Mohammed al-Ghamdi - Hamdi al-Kadrie | 1 Spiel  |
| AFC                | Abdullah al-Hilali | - Khaled al-Allan - Saleh al-Marzouqi  | 2 Spiele |
| AFC                | Masoud Moradi      | - Hassan Kamranifar - Luay Subhi Adib  | 2 Spiele |
| CAF                | Jerome Damon       | - Enock Molefe - Célestin Ntagungira   | 2 Spiele |
| CAF                | Badara Diatta      | - Bechir Hassani - Evarist Menkouande  | 1 Spiel  |
| CONCACAF           | Roberto Moreno     | - Daniel Williamson - Hairo Fuentes    | 1 Spiel  |
| CONCACAF           | Jair Marrufo       | - Kermit Quisenberry - Ricardo Morgan  | 3 Spiele |
| CONMEBOL           | Héctor Baldassi    | - Ricardo Casas - Hernán Maidana       | 3 Spiele |
| CONMEBOL           | Pablo Pozo         | - Patricio Basualto - Julio Díaz       | 3 Spiele |
| CONMEBOL           | Martín Vázquez     | - Mauricio Espinosa - Miguel Nievas    | 3 Spiele |
| OFC                | Michael Hester     | - Tevita Makasini - Michael Joseph     | 2 Spiele |
| UEFA               | Thomas Einwaller   | - Roland Heim - Norbert Schwab         | 2 Spiele |
| UEFA               | Viktor Kassai      | - Gábor Erős - Tibor Vámos             | 2 Spiele |
| UEFA               | Stéphane Lannoy    | - Eric Dansault - Frédéric Cano        | 1 Spiel  |
| UEFA               | Damir Skomina      | - Primož Arhar - Marco Stancin         | 2 Spiele |
| UEFA               | Wolfgang Stark     | - Jan-Hendrik Salver - Volker Wezel    | 2 Spiele |

### Torschützenliste
| Rang | Spieler            | Tore |
| ---- | ------------------ | ---- |
| 1    | Giuseppe Rossi     | 4    |
| 2    | Mousa Dembélé      | 3    |
|      | Victor Obinna      | 3    |
| 4    | Sergio Agüero      | 2    |
|      | Sekou Cissé        | 2    |
|      | Ángel Di María     | 2    |
|      | Diego              | 2    |
|      | Jô                 | 2    |
|      | Salomon Kalou      | 2    |
|      | Sacha Klještan     | 2    |
|      | Ezequiel Lavezzi   | 2    |
|      | Lionel Messi       | 2    |
|      | Kevin Mirallas     | 2    |
|      | Thiago Neves       | 2    |
|      | Chinedu Obasi      | 2    |
|      | Ronaldinho         | 2    |
|      | Gerald Sibon       | 2    |
|      | Rafael Sóbis       | 2    |
| 19   | Lautaro Acosta     | 1    |
|      | Robert Acquafresca | 1    |
|      | Olubayo Adefemi    | 1    |
|      | Jozy Altidore      | 1    |
|      | Anderson           | 1    |
|      | Victor Anichebe    | 1    |
|      | Ryan Babel         | 1    |

| Rang | Spieler             | Tore |
| ---- | ------------------- | ---- |
| 19   | Otman Bakkal        | 1    |
|      | Jeremy Brockie      | 1    |
|      | Diego Buonanotte    | 1    |
|      | Laurent Ciman       | 1    |
|      | Dong Fangzhuo       | 1    |
|      | Gervinho            | 1    |
|      | Sebastian Giovinco  | 1    |
|      | Faris Haroun        | 1    |
|      | Hernanes            | 1    |
|      | Stuart Holden       | 1    |
|      | Isaac Promise       | 1    |
|      | Kim Dong-jin        | 1    |
|      | Georges Mandjeck    | 1    |
|      | Marcelo             | 1    |
|      | Stéphane Mbia       | 1    |
|      | Miljan Mrdaković    | 1    |
|      | Chibuzor Okonkwo    | 1    |
|      | Peter Odemwingie    | 1    |
|      | Park Chu-young      | 1    |
|      | Alexandre Pato      | 1    |
|      | Đorđe Rakić         | 1    |
|      | Juan Román Riquelme | 1    |
|      | Tommaso Rocchi      | 1    |
|      | Yōhei Toyoda        | 1    |
|      | Ruben Zadkovich     | 1    |

## Frauenturnier
Die vierte Austragung des olympischen Frauen-Fußballturniers fand erstmals mit zwölf Mannschaften statt, wobei im Gegensatz zu den Männern die jeweiligen Frauen-Nationalmannschaften am Start waren.
Gespielt wurde, mit Ausnahme des Nationalstadions, wie beim Männerturnier im Arbeiterstadion in Peking, im Shanghai-Stadion im Olympischen Stadion Shenyang, im Tianjin Olympic Centre Stadium und im Olympischen Sportzentrum Qinhuangdao.
Bei den Frauen kam es zu einer Neuauflage des Finales von 2004 zwischen Titelverteidiger USA und Brasilien. Erneut siegten die US-Amerikanerinnen und gewannen ihre dritte olympische Goldmedaille.
Welt- und Europameister Deutschland gewann nach 2000 und 2004 seine dritte Bronzemedaille.

### Qualifikation
Neben der Volksrepublik China, die als Gastgeber automatisch qualifiziert ist, wurden die elf weiteren Plätze wie folgt vergeben:
Für den Europäischen Fußballverband war die Fußballweltmeisterschaft 2007 in China gleichzeitig das Qualifikationsturnier für die Olympischen Spiele, wobei England sich nicht qualifizieren konnte, auch nicht für das NOK von Großbritannien. Weltmeister Deutschland und das viertplatzierte Norwegen qualifizierten sich für die Endrunde. Da England als Viertelfinalist – wegen des Fehlens eines eigenen Nationalen Olympischen Komitees – nicht für die Olympischen Spiele berechtigt war, musste der letzte europäische Endrundenplatz zwischen den in der Vorrunde ausgeschiedenen Mannschaften Schwedens und Dänemarks entschieden werden. Die Schwedinnen gewannen mit 4:2 und 3:1 und lösten somit das Ticket für Peking.
Dem asiatischen Verband wurden zwei zusätzliche Plätze zugestanden, welche in einer Qualifikationsrunde zwischen Februar und August 2007 ausgespielt wurden. Nach einer ersten Runde trafen die sechs qualifizierten Mannschaften auf die zwei gesetzten Mannschaften Japan und Nordkorea. Gespielt wurde in zwei Gruppen mit je vier Mannschaften. Japan und Nordkorea beendeten die Qualifikation als Gruppensieger und qualifizierten sich für die Spiele.
Für Südamerika war die Fußball-Südamerikameisterschaft der Frauen 2006 gleichzeitig das Olympiaqualifikationsturnier. Sieger Argentinien qualifizierte sich für die Endrunde, die zweitplatzierten Brasilianerinnen mussten in einem Play-off-Spiel gegen Ghana, den zweiten der Afrika-Qualifikation, antreten.
In Afrika wurde ein Qualifikationsturnier ausgespielt, nach den Ausscheidungsspielen traten die drei Sieger in einer Gruppenphase gegeneinander an. Gruppensieger wurde die Mannschaft Nigerias aufgrund der besseren Tordifferenz vor Ghana, das in einem Play-off-Spiel gegen Brasilien um die Teilnahme spielen musste. Brasilien gewann dieses Entscheidungsspiel am 19. April in Peking mit 5:1.
Die beiden nordamerikanischen Plätze wurden in einem Qualifikationsturnier in Mexiko im April 2008 ausgespielt.
In Ozeanien bestritten Neuseeland und Papua-Neuguinea ein Play-off-Spiel um den einzigen Endrundenplatz. Neuseeland gewann mit 2:0 und qualifizierte sich für die Endrunde.
Für das olympische Fußballturnier der Frauen konnten sich somit folgende Mannschaften qualifizieren:
| 3 aus Europa                  | Deutschland         | Norwegen  | Schweden  |
| 2 aus Südamerika              | Argentinien         | Brasilien |           |
| 2 aus Nord- und Mittelamerika | Vereinigte Staaten  | Kanada    |           |
| 1 aus Afrika                  | Nigeria             |           |           |
| 3 aus Asien                   | Volksrepublik China | Japan     | Nordkorea |
| 1 aus Ozeanien                | Neuseeland          |           |           |

### Gruppenphase
Bemerkenswert war auch bei den Frauen der straff organisierte Turnierplan, wonach die 18 Spiele der Gruppenphase an nur drei Spieltagen ausgetragen wurden. Darüber hinaus fanden, bis auf vier Begegnungen des letzten Spieltages, alle Spiele im Rahmen von Doppelveranstaltungen am gleichen Tag nacheinander in einem Stadion statt.

#### Gruppe E
|                                                          |   |             |           |
| 6. August 2008 um 17:00 Uhr in Tianjin                   |   |             |           |
| Argentinien                                              | – | Kanada      | 1:2 (0:1) |
| 6. August 2008 um 19:45 Uhr in Tianjin                   |   |             |           |
| China                                                    | – | Schweden    | 2:1 (1:1) |
| 9. August 2008 um 17:00 Uhr in Tianjin                   |   |             |           |
| Schweden                                                 | – | Argentinien | 1:0 (0:0) |
| 9. August 2008 um 19:45 Uhr in Tianjin                   |   |             |           |
| Kanada                                                   | – | China       | 1:1 (1:1) |
| 12. August 2008 um 19:45 Uhr in Qinhuangdao              |   |             |           |
| China                                                    | – | Argentinien | 2:0 (0:0) |
| 12. August 2008 um 19:45 Uhr in Peking (Arbeiterstadion) |   |             |           |
| Schweden                                                 | – | Kanada      | 2:1 (1:0) |

| Pl. | Land                | Sp. | S | U | N | Tore    | Diff. | Punkte |
| --- | ------------------- | --- | - | - | - | ------- | ----- | ------ |
| 1.  | Volksrepublik China | 3   | 2 | 1 | 0 | 005:200 | +3    | 07     |
| 2.  | Schweden            | 3   | 2 | 0 | 1 | 004:300 | +1    | 06     |
| 3.  | Kanada              | 3   | 1 | 1 | 1 | 004:400 | ±0    | 04     |
| 4.  | Argentinien         | 3   | 0 | 0 | 3 | 001:500 | −4    | 0      |

#### Gruppe F
|                                                          |   |             |           |
| 6. August 2008 um 17:00 Uhr in Shenyang                  |   |             |           |
| Deutschland                                              | – | Brasilien   | 0:0       |
| 6. August 2008 um 19:45 Uhr in Shenyang                  |   |             |           |
| Nordkorea                                                | – | Nigeria     | 1:0 (1:0) |
| 9. August 2008 um 17:00 Uhr in Shenyang                  |   |             |           |
| Nigeria                                                  | – | Deutschland | 0:1 (0:0) |
| 9. August 2008 um 19:45 Uhr in Shenyang                  |   |             |           |
| Brasilien                                                | – | Nordkorea   | 2:1 (2:0) |
| 12. August 2008 um 17:00 Uhr in Tianjin                  |   |             |           |
| Nordkorea                                                | – | Deutschland | 0:1 (0:0) |
| 12. August 2008 um 17:00 Uhr in Peking (Arbeiterstadion) |   |             |           |
| Nigeria                                                  | – | Brasilien   | 1:3 (1:3) |

| Pl. | Land        | Sp. | S | U | N | Tore    | Diff. | Punkte |
| --- | ----------- | --- | - | - | - | ------- | ----- | ------ |
| 1.  | Brasilien   | 3   | 2 | 1 | 0 | 005:200 | +3    | 07     |
| 2.  | Deutschland | 3   | 2 | 1 | 0 | 002:000 | +2    | 07     |
| 3.  | Nordkorea   | 3   | 1 | 0 | 2 | 002:300 | −1    | 03     |
| 4.  | Nigeria     | 3   | 0 | 0 | 3 | 001:500 | −4    | 0      |

#### Gruppe G
|                                            |   |                    |           |
| 6. August 2008 um 17:00 Uhr in Qinhuangdao |   |                    |           |
| Japan                                      | – | Neuseeland         | 2:2 (0:1) |
| 6. August 2008 um 19:45 Uhr in Qinhuangdao |   |                    |           |
| Norwegen                                   | – | Vereinigte Staaten | 2:0 (2:0) |
| 9. August 2008 um 17:00 Uhr in Qinhuangdao |   |                    |           |
| Vereinigte Staaten                         | – | Japan              | 1:0 (1:0) |
| 9. August 2008 um 19:45 Uhr in Qinhuangdao |   |                    |           |
| Neuseeland                                 | – | Norwegen           | 0:1 (0:1) |
| 12. August 2008 um 19:45 Uhr in Shanghai   |   |                    |           |
| Norwegen                                   | – | Japan              | 1:5 (1:1) |
| 12. August 2008 um 19:45 Uhr in Shenyang   |   |                    |           |
| Vereinigte Staaten                         | – | Neuseeland         | 4:0 (2:0) |

| Pl. | Land               | Sp. | S | U | N | Tore    | Diff. | Punkte |
| --- | ------------------ | --- | - | - | - | ------- | ----- | ------ |
| 1.  | Vereinigte Staaten | 3   | 2 | 0 | 1 | 005:200 | +3    | 06     |
| 2.  | Norwegen           | 3   | 2 | 0 | 1 | 004:500 | −1    | 06     |
| 3.  | Japan              | 3   | 1 | 1 | 1 | 007:400 | +3    | 04     |
| 4.  | Neuseeland         | 3   | 0 | 1 | 2 | 002:700 | −5    | 01     |

### Viertelfinale
|                                             |   |             |                      |
| 15. August 2008 um 18:00 Uhr in Shanghai    |   |             |                      |
| Vereinigte Staaten                          | – | Kanada      | 2:1 n. V. (1:1, 1:1) |
| 15. August 2008 um 18:00 Uhr in Tianjin     |   |             |                      |
| Brasilien                                   | – | Norwegen    | 2:1 (1:0)            |
| 15. August 2008 um 21:00 Uhr in Shenyang    |   |             |                      |
| Schweden                                    | – | Deutschland | 0:2 n. V.            |
| 15. August 2008 um 21:00 Uhr in Qinhuangdao |   |             |                      |
| China                                       | – | Japan       | 0:2 (0:1)            |

### Halbfinale
|                                                          |   |                    |           |
| 18. August 2008 um 18:00 Uhr in Shanghai                 |   |                    |           |
| Brasilien                                                | – | Deutschland        | 4:1 (1:1) |
| 18. August 2008 um 21:00 Uhr in Peking (Arbeiterstadion) |   |                    |           |
| Japan                                                    | – | Vereinigte Staaten | 2:4 (1:2) |

### Spiel um Bronze
|                                                          |   |       |           |
| 21. August 2008 um 18:00 Uhr in Peking (Arbeiterstadion) |   |       |           |
| Deutschland                                              | – | Japan | 2:0 (0:0) |

### Finale
Das Finale fand im Anschluss an das Spiel um Bronze in einer Doppelveranstaltung im Arbeiterstadion statt.
| Paarung            | Brasilien – Vereinigte Staaten |
| Ergebnis           | 0:1 n. V. |
| Datum              | 21. August 2008 um 21:00 Uhr |
| Stadion            | Arbeiterstadion, Peking |
| Zuschauer          | 51.612 |
| Schiedsrichterin   | Dagmar Damková ( Tschechien) |
| Tore               | 0:1 Carli Lloyd (96.) |
| Brasilien          | Bárbara – Simone (104. Rosana), Tânia , Renata Costa, Erika – Maycon, Daniela (77. Fabiana), Formiga (106. Francielle), Ester – Marta, Cristiane Cheftrainer: Jorge Barcello                                                                                                 |
| Vereinigte Staaten | Hope Solo – Heather Mitts, Kate Markgraf, Christie Rampone , Lori Chalupny – Heather O’Reilly (101. Natasha Kai), Shannon Boxx, Carli Lloyd, Lindsay Tarpley (71. Lauren Cheney) – Amy Rodriguez (120. Stephanie Cox), Angela Hucles Cheftrainerin: Pia Sundhage ( Schweden) |
| Gelbe Karten       | Rosana, Erika – Mitts, Kai |

### Medaillenränge
| Rang                    | Medaillengewinnerinnen |
| ----------------------- | --- |
| Gold Vereinigte Staaten | Nicole Barnhart (TW), Shannon Boxx, Rachel Buehler, Lori Chalupny, Lauren Cheney, Stephanie Cox, Tobin Heath, Angela Hucles, Natasha Kai, Carli Lloyd, Kate Markgraf, Heather Mitts, Heather O’Reilly, Christie Rampone , Amy Rodriguez, Hope Solo (TW), Lindsay Tarpley, Aly Wagner Trainerin: Pia Sundhage ( Schweden)               |
| Silber Brasilien        | Andreia (TW), Andréia Rosa, Bárbara (TW), Cristiane, Daniela, Érika, Ester, Fabiana, Formiga, Francielle, Marta, Maurine, Maycon, Pretinha, Renata Costa, Rosana, Simone, Tânia Trainer: Jorge Barcellos |
| Bronze Deutschland      | Nadine Angerer (TW), Fatmire Bajramaj, Saskia Bartusiak, Melanie Behringer, Linda Bresonik, Kerstin Garefrekes, Ariane Hingst, Ursula Holl (TW), Annike Krahn, Simone Laudehr, Renate Lingor, Anja Mittag, Célia Okoyino da Mbabi, Babett Peter, Conny Pohlers, Birgit Prinz , Sandra Smisek, Kerstin Stegemann Trainerin: Silvia Neid |

### Schiedsrichterinnen
| Kontinentalverband | Schiedsrichterinnen | Schiedsrichterassistentinnen |
| ------------------ | --- | --- |
| AFC                | - Niu Huijun (1 Spiel) - Hong Eun-ah (3 Spiele) - Pannipar Kamnueng (2 Spiele)                                         | - Sarah Ho - Jacqueline Leleu - Liu Hongjuan - Widiya Shamsuri - Daw Kaw Ja - Liu Hsiu-mei                                                              |
| CAF                | - Deidre Mitchell (1 Spiel)                                                                                            | - Tempa Ndah - Nomvula Masilela |
| CONCACAF           | - Dianne Ferreira-James (2 Spiele) - Shane de Silva (2 Spiele) - Kari Seitz (2 Spiele)                                 | - Milena López - Mayte Chávez - Rita Muñoz - Cindy Mohammed - Marlene Duffy - Veronica Perez                                                            |
| CONMEBOL           | - Estela Álvarez (2 Spiele)                                                                                            | - María Rocco - Marlene Leyton |
| UEFA               | - Christine Baitinger (2 Spiele) - Jenny Palmqvist (2 Spiele) - Nicole Petignat (3 Spiele) - Dagmar Damková (4 Spiele) | - Inka Müller - Karine Vives Solana - Cristina Cini - Hege Lanes Steinlund - Katarzyna Nadolska - Irina Mirt - Helen Karo - María Luisa Villa Gutiérrez |

### Torschützenliste
| Rang | Spielerin          | Tore |
| ---- | ------------------ | ---- |
| 1    | Cristiane          | 5    |
| 2    | Angela Hucles      | 4    |
| 3    | Marta              | 3    |
|      | Homare Sawa        | 3    |
|      | Lotta Schelin      | 3    |
| 6    | Fatmire Bajramaj   | 2    |
|      | Daniela            | 2    |
|      | Carli Lloyd        | 2    |
|      | Shinobu Ōno        | 2    |
|      | Heather O’Reilly   | 2    |
|      | Christine Sinclair | 2    |
|      | Melissa Wiik       | 2    |
|      | Xu Yuan            | 2    |
| 14   | Eriko Arakawa      | 1    |
|      | Lori Chalupny      | 1    |
|      | Candace Chapman    | 1    |
|      | Nilla Fischer      | 1    |
|      | Brasilien          | 1    |
|      | Kerstin Garefrekes | 1    |
|      | Gu Yasha           | 1    |
|      | Han Duan           | 1    |
|      | Ayumi Hara         | 1    |

| Rang | Spielerin          | Tore |
| ---- | ------------------ | ---- |
| 14   | Amber Hearn        | 1    |
|      | Natasha Kai        | 1    |
|      | Kim Kyong-hwa      | 1    |
|      | Yukari Kinga       | 1    |
|      | Guro Knutsen       | 1    |
|      | Kara Lang          | 1    |
|      | Leni Larsen Kaurin | 1    |
|      | Simone Laudehr     | 1    |
|      | Ludmila Manicler   | 1    |
|      | Anja Mittag        | 1    |
|      | Aya Miyama         | 1    |
|      | Yūki Nagasato      | 1    |
|      | Perpetua Nkwocha   | 1    |
|      | Siri Nordby        | 1    |
|      | Birgit Prinz       | 1    |
|      | Ri Kum-suk         | 1    |
|      | Amy Rodriguez      | 1    |
|      | Kerstin Stegemann  | 1    |
|      | Melissa Tancredi   | 1    |
|      | Lindsay Tarpley    | 1    |
|      | Kirsty Yallop      | 1    |